# Erzbistum Korfu, Zakynthos und Kefalonia

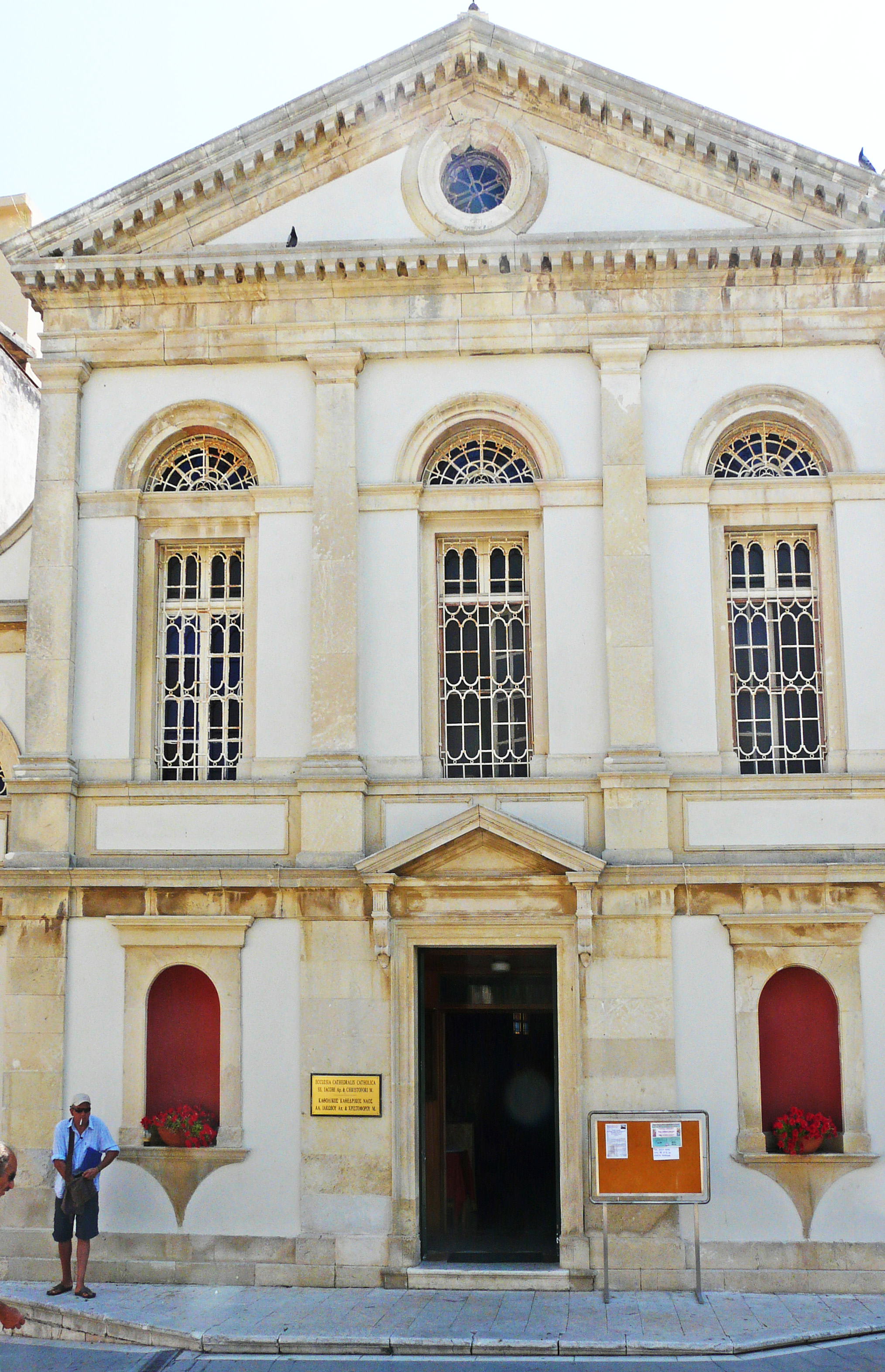
Kathedrale St. Jakobus und Christopherus in Korfu

Das Erzbistum Korfu, Zakynthos und Kefalonia (lateinisch Archidioecesis Corcyrensis, Zacynthiensis et Cephaloniensis) ist eine Erzdiözese der römisch-katholischen Kirche in Griechenland. Der Bischofssitz ist in Korfu-Stadt. Es umfasst die Inseln Korfu, Kefalonia und Zakynthos und den Südepirus.

## Geschichte
Die Diözese wurde 1310 durch Karl von Anjou begründet. Die Diözesen Kefalonia und Zakinthos waren einst die Suffragane von Korfu. Das Bistum Kefalonia und Zakinthos wurden mit dem Breve Cum ex Apostolico aber 1919 in die Erzdiözese inkorporiert, so dass Korfu heute ohne Suffragansitze ist. Mit dem Breve Quae rei sacrae wurde am 10. März 1926 der griechisch besiedelte Nordepirus vom Erzbistum Durazzo erworben.
Die Katholiken auf Korfu und den anderen Ionischen Inseln stammen zum einen von den Venezianern ab, die hier jahrhundertelang geherrscht haben. Zum anderen sind es Nachkommen von maltesischen Arbeitern, die die englische Kolonialmacht in der ersten Hälfte des 19. Jahrhunderts nach Korfu geholt hat. Heute kommen noch einige Einwanderer aus diversen europäischen Ländern hinzu.
Die Kathedrale St. Jakobus und Christophorus befindet sich an der Platia Dimarchiou (Rathausplatz) in Korfu-Stadt. Sie wurde im 17. Jahrhundert von den Venezianern erbaut, 1943 durch Luftangriffe teilweise zerstört, erst in den 1960er Jahren wiederaufgebaut und 1970 erneut geweiht.
Patron des Erzbistums ist der heilige Spyridon.

## Organisation
Das Erzbistum umfasst heute die Region Epirus und die Region der Ionischen Inseln mit Korfu, Lefkada, Kefalonia, Ithaka und Zakynthos.
Folgende katholische Ordensgemeinschaften haben ihren Sitz im Erzbistum:
- Kapuziner (OFMCap) (Korfu)
- Franziskanerinnen vom Heiligsten Herzen Jesu (Korfu)
- Josefschwestern von Lyon (Korfu)

Folgende römisch-katholische Kirchengebäude sind im Erzbistum verzeichnet:
- Kathedrale St. Jakobus und Christopherus
- Kirche des Heiligen Herzens Jesu (Korfu)
- St.-Nikolaus-Kirche (Kefalonia)
- Markuskirche (Zakynthos)
- Andreaskirche (Preveza)
- Heilige-Familie-Kirche (Ioannina)

## Statistik
| Jahr | Bevölkerung | Bevölkerung | Bevölkerung | Priester   | Priester         | Priester       | Priester               | Ständige Diakone | Ordensleute | Ordensleute | Pfarreien |
| Jahr | Katholiken  | Einwohner   | %           | Gesamtzahl | Diözesanpriester | Ordenspriester | Katholiken je Priester | Ständige Diakone | männlich    | weiblich    | Pfarreien |
| ---- | ----------- | ----------- | ----------- | ---------- | ---------------- | -------------- | ---------------------- | ---------------- | ----------- | ----------- | --------- |
| 1950 | 3.800       | 220.000     | 1,7         | 8          | 5                | 3              | 475                    |                  | 3           | 10          | 4         |
| 2013 | 3.843       | 121.700     | 3,2         | 8          | 4                | 4              | 480                    |                  | 3           | 8           | 4         |
| 2019 | 3.500       | 120.000     | 2,9         | 3          | 3                | 0              | 1166                   |                  | 3           | 7           | 3         |